# Judenstein (Gemeinde Rinn)
Judenstein ist ein zur Gemeinde Rinn gehörendes Dorf im Südöstlichen Mittelgebirge unweit der Tiroler Landeshauptstadt Innsbruck und der Stadt Hall in Tirol.

## Etymologie
Der Name Judenstein geht auf eine Ritualmordlegende zurück, die ihren Ursprung im 15. Jahrhundert haben soll. Demnach sei ein dreijähriger Bub, das Anderl von Rinn, von durchreisenden Juden auf einem großen Stein getötet worden, der seither „Judenstein“ genannt wurde.

## Geographie
Judenstein befindet sich etwa einen Kilometer nördlich des Dorfs Rinn und liegt auf 907 m ü. A. oberhalb der Nachbargemeinde Ampass. Der Ortsteil umfasst 119 Gebäude, mit den Adressen Untere- und Obere Hochstraße, Judenstein und Mooshöfe.

## Geschichte und Sehenswürdigkeiten

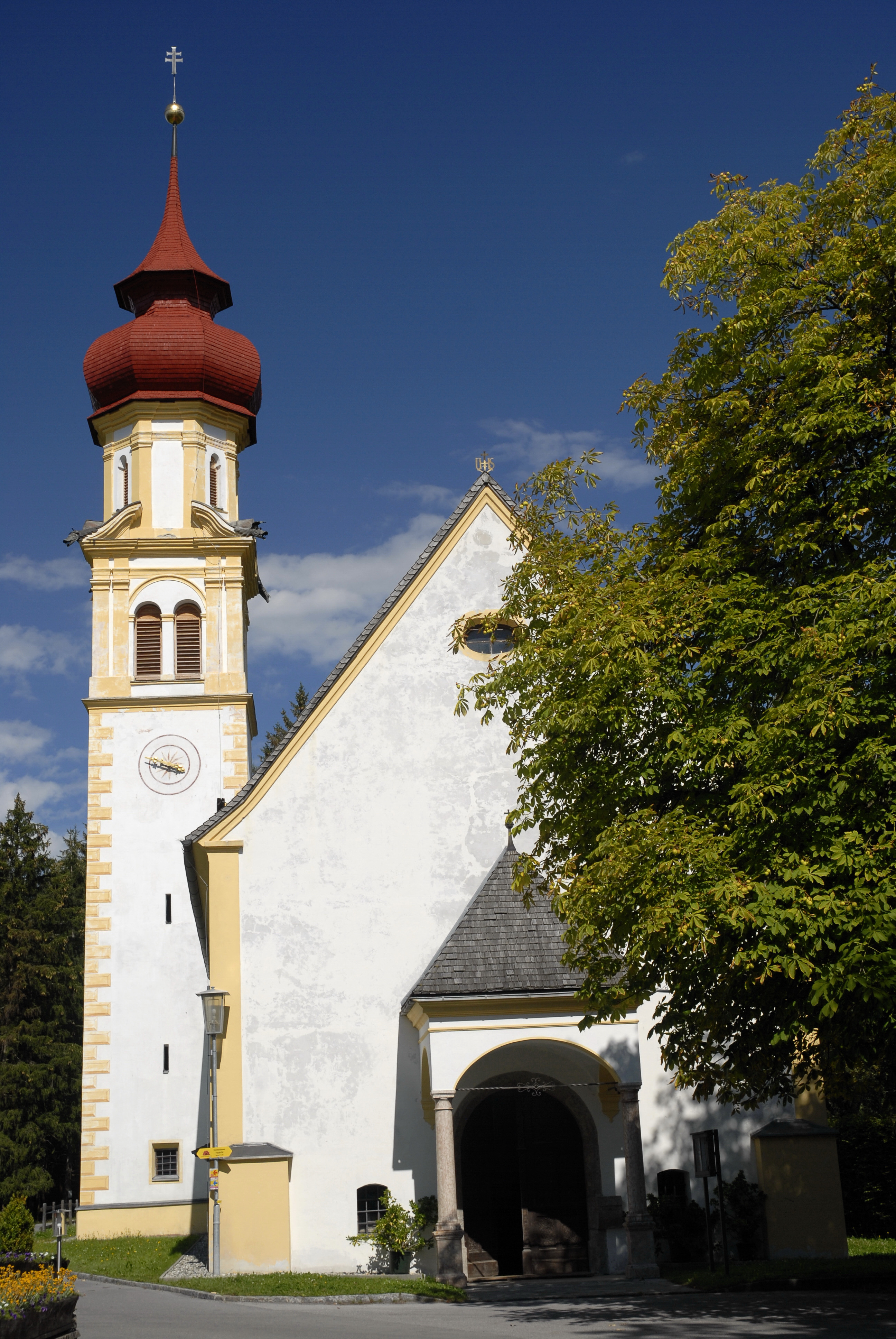
Die ehemalige Wallfahrtskirche Judenstein, heute Kirche „Mariä Heimsuchung“

Die durch Judenstein verlaufende Hochstraße war von großer wirtschaftlicher Bedeutung für den gesamten Ortsteil. Viele Kaufleute mieden den Weg durch das Inntal hinauf auf den Brenner, um den Mautgebühren auszuweichen. Die Ausweichroute führte von Volders über den Kolbenturm bei Volderwald, weiter nach Gasteig, Judenstein und zur Triendlsiedlung um schließlich in die Römerstraße Via Raetia zu münden. Auf dieser wichtigen Transitstrecke entstanden vor allem zahlreiche Beherbergungsbetriebe, aber auch Vorspannstationen zur Wartung der durchreisenden Fuhrwerke.
Die Hochstraße spielt auch in der antisemitischen Ritualmordlegende vom Anderl von Rinn eine wichtige Rolle. So sollen die Mörder des Kindes auf dieser Strecke von Norden kommend Richtung Süden unterwegs gewesen sein. Direkt neben der historischen Handelsroute auf dem Judenstein wurde die gleichnamige Wallfahrtskirche errichtet. Diese Kirche trug ebenfalls maßgeblich zum wirtschaftlichen Erfolg von Judenstein bei. So wurden im direkten Umfeld der Kirche ein Hotel, ein Kiosk und ein Campingplatz errichtet. 1994 wurde der Kult vom Tiroler Bischof Reinhold Stecher offiziell verboten, die Kirche in „Mariä Heimsuchung“ umbenannt und die Wallfahrt aufgehoben.

## Tyrol International School
Zuletzt war Judenstein durch den geplanten Bau einer internationalen Schule samt Internat mit 400 Plätzen und den damit verbundenen Protesten der einheimischen Bevölkerung in den Medien. Von den Kritikern wurde vor allem die geplante Dimension der Anlage und der drohende Verlust des Naherholungsgebietes Judensteiner Wald kritisiert.
Anfang April 2014 ließen die Projektentwickler der TIS Development GmbH in einer Aussendung wissen, dass man dem Schul- und Internatsbetreiber Nobel Education Network vorschlagen werde, das Projekt am Standort Judenstein nicht mehr weiterzuverfolgen.